# Almirante Latorre (cuirassé)
Pour les autres navires du même nom, voir Almirante Latorre et HMS Canada.
L'Almirante Latorre, nommé d'après l'amiral chilien Juan José Latorre, est un cuirassé de type super-dreadnought construit pour la marine chilienne (Armada de Chile) par le Royaume-Uni. Navire de tête de sa classe, il est construit à Elswick, Newcastle upon Tyne, à partir de 1911. En 1914, quand la Première Guerre mondiale éclate, le Royaume-Uni rachète le navire, qui entre en service dans la Grand Fleet (Grande Flotte) de la Royal Navy en septembre 1915 sous le nom de HMS Canada. Il participe notamment à la bataille du Jutland.
Le Canada est racheté par le Chili en 1920, reprenant son nom d'origine d'Almirante Latorre. Il sert alors en tant que vaisseau amiral du Chili, et est fréquemment utilisé en tant que transport présidentiel. Le navire subit des travaux de modernisation complets au Royaume-Uni de 1929 à début 1931. En septembre 1931, des membres d'équipage du vaisseau déclenchent une mutinerie, bientôt suivie par la majorité de la flotte chilienne. Cependant des divisions internes auront raison de la rébellion, et les navires repassent sous le contrôle du gouvernement. L'Almirante Latorre fut placé en réserve pendant une partie des années 1930 à cause de la Grande Dépression, mais il était en suffisamment bon état pour recevoir une proposition de rachat de la part des États-Unis après l'attaque de Pearl Harbor. Cette proposition fut cependant déclinée, et le navire passa l'essentiel de la Seconde Guerre mondiale à patrouiller pour le Chili. Il fut démantelé au Japon à partir de 1959.

## Contexte
La genèse de l'Almirante Latorre prend place dans le contexte des nombreuses courses à l'armement ayant eu lieu entre le Chili et l'Argentine au tournant du XXe siècle, elles-mêmes engendrées par les disputes territoriales entre les deux États au niveau de leurs frontières communes en Patagonie et sur le plateau de Puna de Atacama, ainsi que pour le contrôle du canal de Beagle. Deux courses à l'armement naval eurent lieu lors de crises dans les années 1890 et en 1902, cette dernière trouvant une issue pacifique grâce à la médiation du Royaume-Uni. Un traité est alors conclu, qui prévoit des dispositions imposant des restrictions sur les flottes des deux pays. En conséquence, la Royal Navy britannique rachète les deux cuirassés pré-dreadnought de classe Constitución qu'elle était en train de construire pour le Chili, et l'Argentine vend au Japon les deux croiseurs cuirassés de classe Rivadavia qu'elle faisait construire en Italie.
Après la mise en service du HMS Dreadnought britannique, le Brésil décide début 1907 d'interrompre la construction de trois navires pré-dreadnoughts obsolètes pour leur préférer deux ou trois dreadnoughts. Ces navires, mis en service sous le nom de classe Minas Geraes, sont alors conçus pour transporter l'armement naval le plus lourd au monde à l'époque. Leur acquisition par le Brésil est un choc pour les autres marines sud-américaines. L'historien Robert Scheina remarque qu'à eux seuls, ces navires « surclassaient l'intégralité de la flotte [vieillissante] de l'Argentine ». Des débats alors font rage en Argentine pour déterminer s'il est prudent de contrecarrer la commande brésilienne en acquérant également des dreadnoughts. De nouvelles disputes aux frontières – en particulier avec le Brésil à proximité du Río de la Plata – tranchent la question : l'Argentine commande deux navires de guerre de classe Rivadavia (sans relation avec les croiseurs antérieurs) qui seront construits par la Fore River Shipbuilding Company (Chantier naval de Fore River), aux États-Unis. Son rival principal acquérant des dreadnoughts, le Chili répond en lançant un appel d'offres, mettant en concurrence les pays américains et européens pour lui proposer les navires les plus puissants.

## Construction, acquisition et service dans la Première Guerre Mondiale
Le 6 juin 1910, le congrès national du Chili vote une motion allouant 400 000 livres sterling à la marine pour l'achat de deux cuirassés de 28 000 tonnes anglaises (28 449 tonnes) – destinés à être nommés Almirante Latorre et Almirante Cochrane – et de six destroyers (contre-torpilleurs) ainsi que deux sous-marins. Le contrat de la construction des cuirassés est confié à la société Armstrong Whitworth le 25 juillet 1911. L'Almirante Latorre est officiellement commandé le 2 novembre 1911, et la pose de la quille a lieu moins d'un mois plus tard, le 27 novembre. L'Almirante Latorre devient alors le plus grand navire construit par Armstrong jusqu'alors.
Dans le New-York Tribune du 2 novembre 1913, un article rapporte que la Grèce, dans la crainte d'une guerre avec l'Empire Ottoman, a conclu un accord pour acquérir l'Almirante Latorre. Cependant, bien que le Chili ait la volonté grandissante de vendre l'un de ses dreadnoughts, ou même les deux, aucune transaction n'a lieu. Le lancement (mise à l'eau) de l'Almirante Latorre a lieu le 27 novembre 1913, lors d'une cérémonie en grande pompe à laquelle assistent divers dignitaires, et présidée par l'ambassadeur du Chili au Royaume-Uni, Augustin Edwards Mac Clure. Le cuirassé y est baptisé par l'épouse de l'ambassadeur, Olga Budge de Edwards.
Lorsque la Première Guerre mondiale éclate en Europe, l'Almirante Latorre est officiellement racheté par le Royaume-Uni le 9 septembre 1914. Il n'est pas saisi de force, contrairement à d'autres navires qui étaient en construction pour le compte de pays étrangers comme le Reşadiye et le Sultân Osmân-ı Evvel ottomans. En effet, les Alliés sont alors dépendants de l'import de munitions chiliennes, ce qui rend crucial le maintien du statut « amicalement neutre » du Chili envers le Royaume-Uni.
À la suite de son acquisition par le Royaume-Uni, l'Almirante Latorre est renommé HMS Canada, et quelques modifications y sont apportées pour son service au sein de la marine britannique. Le pont est supprimé, remplacé par deux plateformes ouvertes, et un mât de charge est ajouté entre les deux cheminées. L'équipement du super-dreadnought s'achève le 20 septembre 1915, et le cuirassé est alors mis en service au sein de la Royal Navy le 15 octobre. Dans un premier temps, le Canada sert au sein de la 4e escadrille de la Grande Flotte. Il prend part à la bataille du Jutland du 31 mai au 1er juin 1916, au cours de laquelle il fait feu à 42 reprises avec son artillerie de 14 pouces, et tire 109 obus de 6 pouces, ne subissant en retour aucune frappe notable ni aucun blessé. Pendant la bataille,  il expédie à 18h40 deux salves sur le croiseur Wiesbaden, alors neutralisé, et cinq salves supplémentaires sur des navires non-identifiés alentour à 19h20. Les canons à obus de 6 pouces sont utilisés pour tirer sur des destroyers allemands à 19h11.
Le Canada est ensuite transféré au sein de la 1re escadrille, le 12 juin 1916. En 1917-18, il est équipé de meilleurs télémètres et cadrans métriques, et deux des canons secondaires 6 pouces de la poupe sont retirés à la suite de leur endommagement par l'explosion de la tourelle centrale de 14 pouces. La dernière année, le cuirassé se voit doté de plateformes de décollage pour l'aviation, installées au-dessus des rangées de tourelles, à la proue et à la poupe. Le Canada est placé dans la flotte de réserve en mars 1919.

## Service pour le Chili

### Début de carrière
Après la fin de la guerre en Europe, le Chili commence à chercher des navires supplémentaires pour renforcer sa flotte. Le Royaume-Uni lui propose de nombreux bâtiments de guerre excédentaires, notamment les deux croiseurs de classe Invincible restants. L'information d'une possible acquisition de deux Invincibles par le Chili suscite alors une vive contestation dans le pays : les officiers de la marine dénoncent publiquement un tel choix, leur préférence se portant sur les sous-marins et l'aéronautique, dont ils vantent les avantages à la fois sous l'angle du coût et des performances au cours de la Première Guerre mondiale. Dans le même temps, les autres pays d'Amérique du Sud craignent qu'une tentative de reconquérir le titre de « première puissance navale d'Amérique du Sud » ne déclenche une nouvelle course à l'armement naval.
Le Chili choisit finalement, en avril 1920, de n'acquérir que le Canada et quatre destroyers, des navires qui avaient tous été commandés par le Chili avant le début de la guerre et qui avaient été réquisitionnés par les Britanniques. Le coût total des cinq vaisseaux représente moins d'un tiers de ce que le Chili était censé payer pour l'Almirante Latorre seul en 1914. Le Canada retrouve son nom de baptême d'Almirante Latorre, et est officiellement remis au gouvernement chilien le 27 novembre 1920. Ce même jour, le cuirassé quitte le port de Plymouth accompagné de deux destroyers, le Riveros et l'Almirante Uribe, sous le commandement de l'Amiral Luis Gomez Carreño. Ils atteignent le Chili le 20 février 1921, où ils sont accueillis par le président du Chili, Arturo Alessandri. L'Almirante Latorre devient alors le vaisseau amiral de la flotte.
En tant que vaisseau amiral de la marine chilienne, l'Almirante Latorre est fréquemment utilisé par le président pour diverses fonctions. Par exemple, après le séisme de Vallenar de 1922 (magnitude 8,5), le cuirassé est utilisé pour transporter Alessandri jusqu'à la zone sinistrée. Le navire apporte au passage « des tentes, des fournitures médicales, des rations, des vêtements, ainsi que 2 000 000 pesos » à destination des populations touchées.
En 1923, le Chili ne dispose que de l'Almirante Latorre, d'un croiseur et de cinq destroyers en commande, ce qui amène le New York Times à remarquer que « les experts placeraient probablement le Chili en troisième position parmi les puissances navales potentielles [d'Amérique du Sud, après le Brésil et l'Argentine] ». En effet, l'Almirante Latorre est un cuirassé individuellement plus puissant que les dreadnoughts du Brésil ou de l'Argentine, mais ces pays en possèdent deux chacun, contre un seul pour le Chili. En plus de cela, ce dreadnought solitaire n'est accompagné d'aucun croiseur moderne. En 1924, l'Almirante Latorre accueille à nouveau le président pour sa visite à Talcahuano à l'occasion de l'inauguration d'une nouvelle cale sèche navale.
Après la « junte de janvier » de 1925 (voir Histoire du Chili), le dreadnought abrite le Président Alessandri pour son retour au pays lors d'une parade navale à Valparaíso. À bord, il prononce un discours à l'attention des hauts fonctionnaires de la marine, leur assurant que son nouveau gouvernement « est pour tous les Chiliens, et d'inspiration non-partisane ». En septembre, durant le dernier mois de son mandat, Alessandri reçoit Édouard Windsor, Prince de Galles du Royaume-Uni, à bord du cuirassé. Cette visite apaise brièvement des tensions internes, et marque le début des négociations pour la venue d'une mission navale britannique, qui arrivera l'année suivante.
En 1929, l'Almirante Latorre est envoyé au Royaume-Uni pour des travaux de modernisation au chantier naval de Devonport. Le navire quitte le Chili le 15 mai, passe près de Balboa, et traverse le Canal de Panama neuf jours plus tard. Après un réapprovisionnement en carburant à Port-d'Espagne le 28 mai, le dreadnought traverse l'Atlantique, et dépasse les Açores avant d'atteindre Plymouth le 24 juin. Des modifications majeures sont apportées lors des travaux : reconstruction du pont, modernisation des commandes de tir de la batterie principale, ajout d'un panneau de contrôle pour l'armement secondaire, et remplacement des moteurs à vapeur. Sont également ajoutés un nouveau mât entre la troisième et la quatrième tourelle, un blindage anti-torpilles semblable à celui des cuirassés britanniques de classe Queen Elizabeth, ainsi que des mitrailleuses anti-aériennes. Presque deux ans après le début des travaux, l'Almirante Latorre revient au Chili, atteignant Valparaíso le 5 mars 1931. Durant ce voyage de retour, deux remorqueurs de 34 tonnes, acquis pour être utilisés dans les ports de Punta Arenas et Valparaíso, sont chargés sur le pont du cuirassé, qui les rapporte au Chili.

### La mutinerie de 1931
Malgré le signe de bonne volonté que constitue la destitution, en juillet 1931, de celui qu'on appelait « l'homme fort », le Président Carlos Ibáñez del Campo, le Chili ne parvient pas à surmonter les graves conséquences économiques de la Grande Dépression. Pour réduire la dépense publique, les salaires des fonctionnaires dépassant 3 000 pesos par an sont amputés de 12 à 30 %. Cette mesure déclenche une vive réaction dans la marine, où les militaires avaient déjà enduré une réduction de salaire de 10 %, ainsi que 50 % de réduction des primes d'outre-mer. Le 31 août 1931, divers membres d'équipage de l'Almirante Latorre, parmi lesquels on ne compte cependant pas d'officiers, se réunissent et décident qu'une mutinerie est le meilleur cap à prendre.
Le 1er septembre, peu après minuit, des membres d'équipage de l'Almirante Latorre, d'un croiseur blindé (le O'Higgins), ainsi que de sept destroyers et de plusieurs sous-marins, prennent le contrôle de leurs bâtiments respectifs, profitant de la distraction offerte par un tournoi de boxe à La Serena, dont la diffusion occupe une grande partie de leurs compagnons de bord. Les officiers sont faits prisonniers, la plupart sans opposer de résistance, et les bâtiments sont sécurisés aux alentours de 2 h du matin. Les mutins élisent un comité, l'Estado Mayor de Tripulacion (État Major d’Équipage), pour diriger la mutinerie. Plus tard ce même jour, à 16 h 55, les mutins contactent les autorités de la marine par radio, déclarant qu'ils agissent de leur propre initiative (ils se distinguent de fait d'une action concertée avec un parti politique d'opposition ou avec des insurgés communistes). Ils revendiquent la restauration de leur salaire à taux plein, ainsi que des sanctions pour les responsables de la plongée du Chili dans la dépression – affirmant cependant qu'ils n'utiliseront pas la force pour atteindre ces buts.
Le 2 septembre, juste avant minuit, les mutins envoient un message au gouvernement chilien comportant une liste plus « sophistiquée » de douze revendications. Au même moment, plus au Sud, des troupes de la marine en service à la base navale principale de Talcahuano rejoignent la mutinerie, prenant le contrôle de plusieurs vaisseaux. Plusieurs de ces navires prennent alors la mer vers le nord pour rejoindre les autres rebelles, tandis que deux croiseurs, quelques destroyers et sous-marins restent en poste pour garder la base. Cette rébellion désormais totale est bientôt rejointe par d'autres bases militaires, notamment la Seconde Unité Aérienne basée à Quintero. Avec le soulèvement d'autant d'insurgés, les autorités craignent qu'une masse de travailleurs sans emploi ne se joigne au mouvement. Le gouvernement tente de solliciter l'aide des États-Unis sous la forme d'une intervention ou de matériel militaire (notamment deux sous-marins et des munitions capables de transpercer le blindage de l'Almirante Latorre), mais il est débouté, à la fois en public et en privé. Le vice-président en fonction, Manuel Trucco, se trouve alors dans une position inconfortable : il doit mater la rébellion avant que davantage d'unités ne viennent la renforcer, mais se montrer trop brutal risque de l'assimiler aux yeux du peuple à l'ancien dictateur Ibáñez del Campo. Trucco décide donc de négocier. Il envoie un amiral de la marine, Edgardo von Schroeders, pour négocier avec les mutins. La rencontre a lieu à bord de l'Almirante Latorre, et Schroeders devine qu'il pourrait y avoir un schisme potentiel entre, d'une part, certains marins essentiellement en colère au sujet de leur salaire et, d'autre part, ceux qui ont des préoccupations plus politiques. Il tente donc de les diviser sur ces sujets pour les amener à se rendre. Cependant, un appel en provenance de la flotte du Sud en approche leur demande d'attendre avant toute prise de décision, ce qui clôt temporairement la question, et von Schroeders reprend un avion en direction de la capitale.
Le 5 septembre marque un tournant dans le sort des mutins, malgré l'arrivée la veille de la flotte du Sud. En effet, toutes les positions rebelles terrestres sont reconquises par les forces gouvernementales, ne laissant aux insurgés que la flotte. Le lendemain, cette dernière subit une attaque aérienne organisée par les forces gouvernementales. Les seuls dégâts occasionnés sont à déclarer sur le sous-marin H4, qui ne parvient pas à s'immerger à temps, mais au moins une bombe tombe à moins de 50 mètres de l'Almirante Latorre. Malgré le peu de dégâts, l'attaque fait chuter le moral des mutins : rapidement, ils proposent d'envoyer une délégation à Santiago pour discuter des termes d'un accord. Mais le gouvernement, raffermi par ses victoires terrestres, refuse. Alors que la mutinerie dégénère en disputes et anarchie, les navires commencent à quitter individuellement la baie et mettent cap sur Valparaíso, les autres suivant bientôt. L'Almirante Latorre termine sa course dans la baie de Tongoy aux côtés du Blanco Encalada. Sept membres d'équipage du cuirassé furent condamnés à mort, une sentence ensuite commuée en prison à vie.

### Fin de carrière
En 1933, toujours en pleine dépression économique, l'Almirante Latorre est retiré du service pour réduire la dépense publique et entreposé à Talcahuano. Pendant les années 1930, seul un équipage d'entretien réduit reste en place pour s'occuper du navire immobilisé. Lors d'un carénage en 1937 sur le chantier naval de Talcahuano, le système de catapultage d'aéronefs est retiré et un armement anti-aérien ajouté. L'Almirante Latorre n'est cependant jamais pleinement modernisé. Ainsi, quand arrive l'époque de la Seconde Guerre mondiale, sa batterie principale apparaît comme de courte portée en comparaison des nouveaux standards, et son blindage, conçu avant l'application du credo « tout ou rien », s'avère complètement obsolète. Malgré cela, peu après l'attaque de Pearl Harbor par le Japon, les États-Unis approchent l'attaché de la marine chilienne et le vice-amiral qui dirigent la commission navale américaine, avec l'intention d'acquérir l'Almirante Latorre et plusieurs destroyers pour renforcer la marine américaine. Mais le Chili décline l'offre et, pendant la Seconde Guerre Mondiale, l'Almirante Latorre est affecté à des patrouilles de neutralité.
L'Almirante Latorre est actif jusqu'en 1951. À cette date, un accident dans la salle des moteurs engendre la mort de trois membres d'équipage. Amarré à Talcahuano, le cuirassé devient un local de stockage pour le fioul. Sa mise hors service est finalement officialisée en octobre 1958, et en février 1959 le navire est vendu pour 881 110 $ à Mistubishi Heavy Industries pour démantèlement. Le 29 mai 1959, le vieux dreadnought est emporté, sous les saluts de la flotte chilienne au complet, par le remorqueur Cambrian Salvos. Il atteint Yokohama, au Japon, à la fin du mois d'août, mais le processus de démantèlement ne commencera pas immédiatement après son arrivée.